# Uranotaenia maculipleura
Uranotaenia maculipleura är en tvåvingeart som beskrevs av George Frederick Leicester 1908. Uranotaenia maculipleura ingår i släktet Uranotaenia och familjen stickmyggor. Inga underarter finns listade i Catalogue of Life.